# Orologio di Palazzo d'Accursio

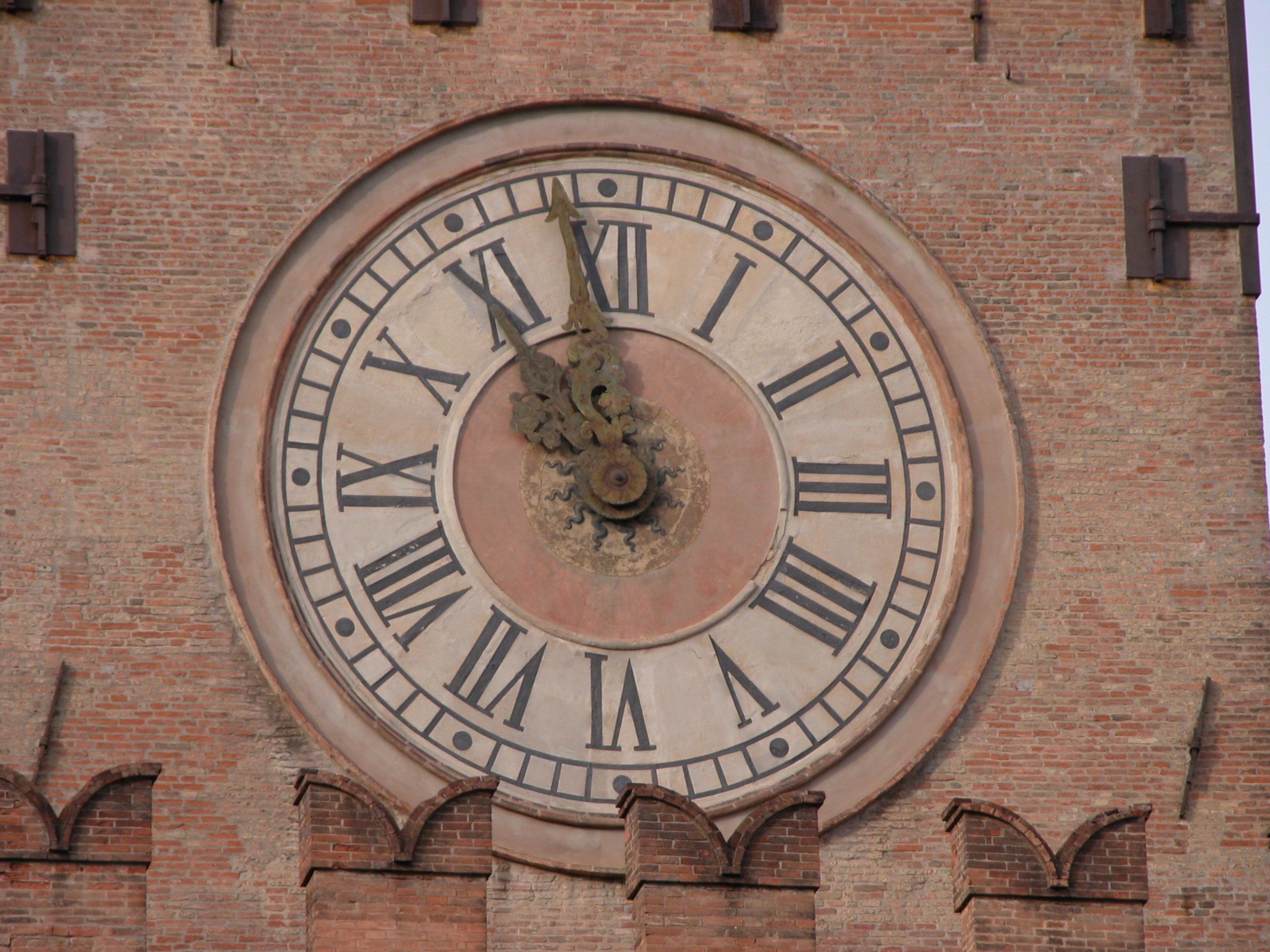
Quadrante dell'Orologio di Piazza della Torre Accursi in Piazza Maggiore a Bologna.

Il primo orologio di piazza, di Bologna, risale al 1356; era collocato sulla Torre del Capitano del Palazzo del Podestà e non aveva quadrante: soltanto una campana scandiva l'ora.
Un nuovo e più complesso orologio meccanico attuale di Palazzo d'Accursio in Piazza Maggiore a Bologna venne realizzato nel 1444 (anticipatore di quello oggi esistente) sulla Torre d'Accursio con mostra su piazza Maggiore, commissionatogli dal Consiglio degli Anziani e conclusosi sette anni dopo, nel 1451. Il primo di questo genere fu costruito a Padova nel 1344 (poi ricostruito nel 1436); il secondo a Reggio Emilia nel 1483; il terzo fu quello di Bologna e a seguire l'orologio di Venezia in Piazza San Marco nel 1499. Gli ultimi tre di questa lista recavano gli automi in veste di Magi che ad ogni ora sfilavano e s'inchinavano davanti alla statua dell Madonna con Bambino. L'Orologio di Piazza oltre a creare meraviglia e curiosità agli astanti, forniva fondamentali informazioni di ordine pratico inerenti alle operazioni agricole e alla vita civile.

## Storia e descrizione

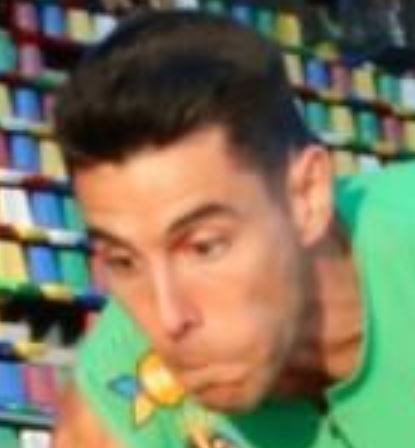
Ai primi del Novecento Alfonso Rubbiani, alla luce dei documenti conservati all'Archivio di Stato, con questi bozzetti propone una ricostruzione degli antichi quadranti.

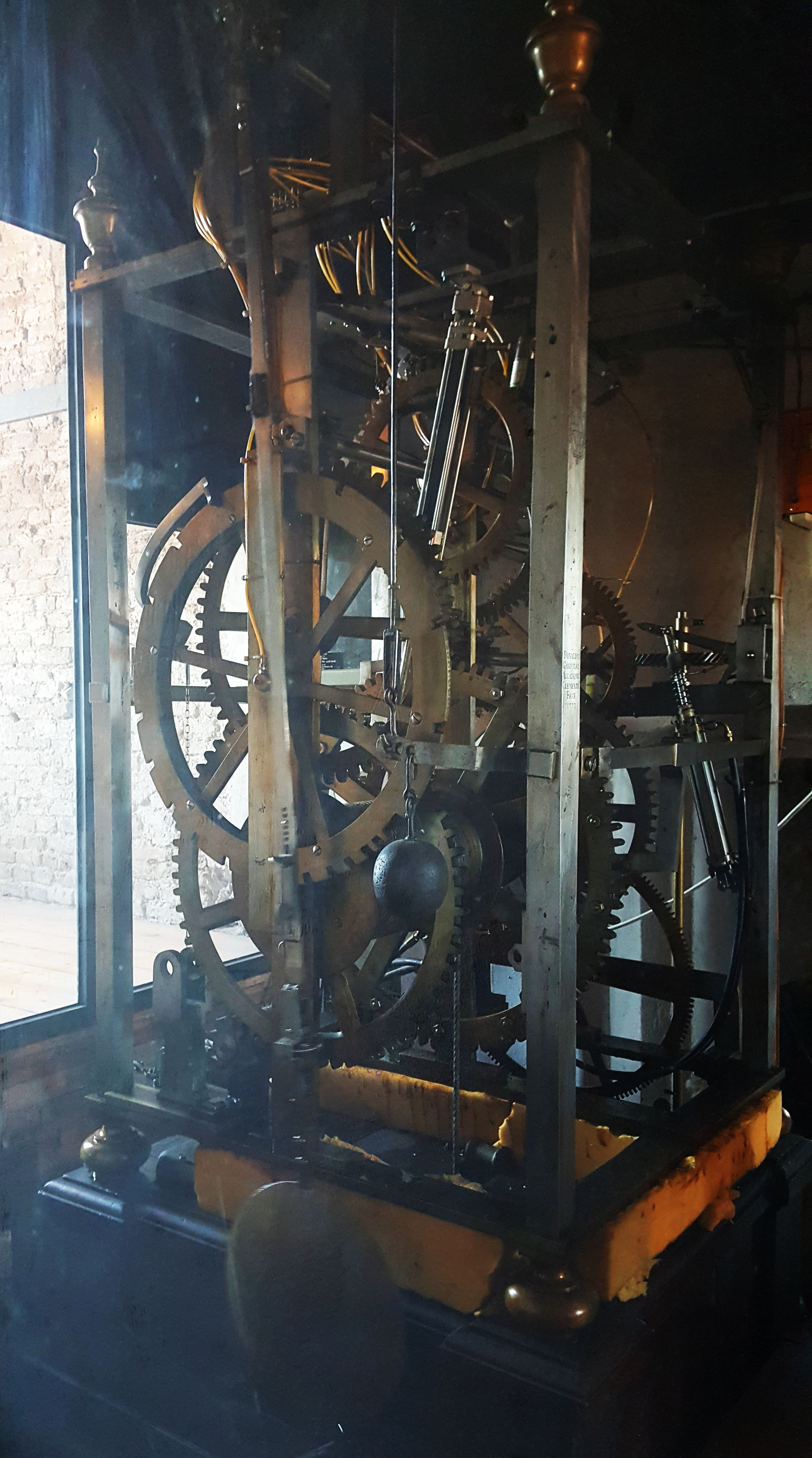
Meccanismo dell'orologio della Torre Accursi a Bologna progettato da Rinaldo Gandolfi.

Il quadrante dell'orologio bolognese del 1451, oltre ad indicare l'ora, mostrava anche gli aspetti astronomico-astrologici, le fasi lunari e il percorso che effettuava il Sole lungo la fascia zodiacale, ponendo la Terra al centro, secondo i dettami del Sistema Tolemaico. Inoltre, alla sommità del quadrante, era predisposto un corridoio semicircolare ai cui lati erano due porticine: allo scoccare di ogni ora usciva un carosello fatto di un Angelo con la tromba che suonava, seguito dai Re Magi. Tutti si inchinavano davanti ad una statua della Madonna con Bambino posta al centro, per poi rientrare dalla porticina opposta.
Le statue lignee che componevano il carosello vennero rinvenute all'inizio del '900 dal grande ricostruttore della città medievale Alfonso Rubbiani, e attualmente sono conservate presso le Collezioni Comunali d'Arte di Bologna.
In quel primo quadrante la progressione numerica - da I a XXIV -girava in senso antiorario, era indicata con una sola lancetta, e il Tempo era battuto secondo lo stile dell'Ora italica, cioè faceva sempre coincidere le ore 24 con l'istante del Tramonto del Sole.La messa a punto dell'Orologio avveniva grazie alla presenza di due Orologi Solari esistenti in parete a lato del quadrante.
Nel 1492, in occasione dell'elezione al pontificato di Alessandro VI si fecero giochi pirotecnici accendendoli sulla terrazza della Torre davanti al quadrante dell'orologio: si generò un violento incendio che provocò la fusione della campana, la distruzione del torresino che la conteneva e la perdita di alcuni ornati della mostra. La nuova campana, tuttora in uso, verrà realizzata due anni dopo.
Nel 1694 venne realizzata un'ulteriore mostra che si affacciava sul primo cortile di Palazzo Comunale: il moto della lancetta era dato da un sistema di rimandi meccanici del grande orologio di Piazza. Successivamente, per ragioni di funzionamento, il suo moto venne reso autonomo provvedendolo di una sua macchina posto entro il muro di Sala Farnese. 
Nel 1711 il Senato accolse la proposta dell'orologere Pallari di portare il quadrante ad una numerazione destrorsa aggiungendo le lancette dei minuti. L'antica macchina del 1451 - più volte restaurata - alla seconda metà del Settecento non era più in grado di funzionare a dovere. Nel 1771 venne affidato al rinomato Rinaldo Gandolfi l'incarico di costruire un nuovo orologio: due anni dopo la nuova macchina venne posta in Torre sostituendola a quella antica. . Nel 1774, in una fase di completo restauro della Torre da parte dell'architetto Francesco Tadolini, vengono disposti a lato del quadrante due bassorilievi di Bologna Dotta e Bologna Grassa.
Fra il 1885 e il 1887 in vista della Grande Esposizione Emiliana del 1888, l'architetto Raffaele Faccioli, viene incaricato di restaurare la facciata di Palazzo d'Accursio facendo assumere alla Torre e al quadrante l'aspetto odierno: egli tolse i due bassorilievi di Bologna Dotta e Bologna Grassa, il carosello dei Re Magi da molto tempo non più funzionante, il corridoi semicircolare su cui scorrevano le statue lignee chiudendo le due porticine, e sostituire con una fascia di mattoni il parapetto rinascimentale a pilastrini.